# シュリ・シュリ・ラビ・シャンカール

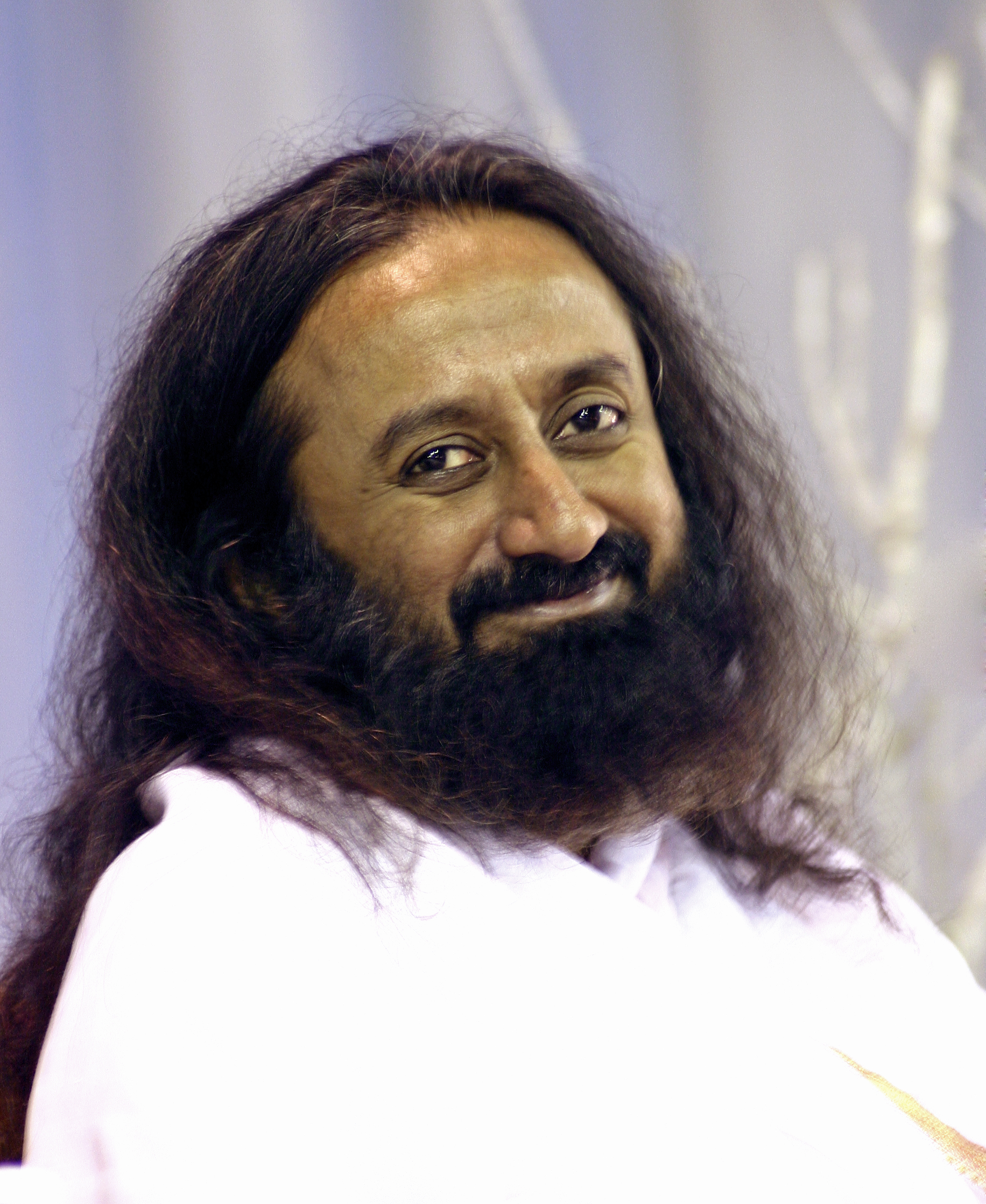
シュリ・シュリ・ラヴィ・シャンカール

シュリ・シュリ・ラビ（ラヴィ）・シャンカール（Sri Sri Ravi Shankar,श्री श्री रवि शंकर、1956年5月13日 - ）は、精神的指導者、平和活動家、アート・オブ・リビングの創立者。現在68歳。

## 略歴
シュリ・シュリ・ラヴィ・シャンカールは、1956年5月、インドの南、タミル・ナードゥ州クンバコーナムの村にあるバラモンの家に生まれる。17歳で現代物理学とヴェーダの学位を修める。両親の勧めでマハリシ・マヘーシュ・ヨーギーに師事し、22歳で独立する。
1982年、トンガ河の側で10日間の瞑想の後、スダルシャンクリヤ（「正しいビジョンを得る為の浄化法」の意）という呼吸法を教え始めた。1986年には当時のインドの首相から「ヨガ・シロマニ」の称号を受ける。
アート・オブ・リビング財団（Artofliving Foundation、NGO）の創立者。世界152カ国で活動がおこなわれ、スダルシャンクリヤ呼吸法のほか、サハジ・サマディーという瞑想法やヨガも指導している。

## 活動内容
非営利の、国際的な教育・人道支援団体としてアートオブリビングを創設。（本部インド・バンガロール）ストレスをなくし健康を促進するパワフルなテクニックを提供している。
1997年に、シュリシュリは共同創始者としてIAHV(International Association for Human Values / 国際ヒューマンバリュー協会)を創設。持続可能な開発計画や、人間的価値の向上、アートオブリビングと協同して紛争解決の調整役などとして活動。インド、アフリカや南米ではIAHVとアートオブリビングのボランティアたちが農村地域の最前線で、持続力のある成長の達成に向けて尽力している。その活動は、すでに36,000以上の村落にて行なわれている。
シュリシュリの人道プロジェクトは、自然災害の被災者、テロや戦争の生存者、少数民族など社会的に立場の弱い集団や紛争地域の子供たちなど、多様な背景を持つ人々に支援を提供している。
精神的指導者としてのシュリシュリは、ヨガと瞑想の伝統を、21世紀の現代に適した形で伝えている。古くから伝わる叡智を伝えるだけにとどまらず、個人や社会によりよい変容をもたらすテクニックを生み出し、そのひとつがスダルシャン・クリヤ®呼吸法である。この呼吸法は、これまで何百万人もの人々をストレスから解放し多くの人にとって、自分の内側にこそ、尽きることのない活力と平安の源泉があることを見出すきっかけとなるものだとされる。この30年ほどの間に、この呼吸法は152カ国に広まり、人々の生活の質を向上させている。
また、平和活動家として、紛争問題の解決に重要な役割を担っており、世界各国の公開フォーラムや集会において、非暴力のヴィジョンを訴えて回っている。宗教や文化的背景に左右されず、「平和」の一点のみを停戦の調停や和解協議の議題とする中立的な存在として知られており、紛争地域で平和を願う人々の大きな希望となっている。イラクやコートジボワール、カシミールやビハール州でも、敵対する当事者たちを交渉のテーブルに引き合わせたことでも評価を受けている。
内なる平和も、世界の平和も実際に可能であり、暴力のない社会は、人間的価値の大切さに新たに目覚めることや奉仕活動によって創り出される。彼のメッセージには、そんな想いが込められている。

## アートオブリビングについて
アートオブリビング財団(The Art of Living Foundation)は、インドに本部を置き、世界中で多面的に活動する人道・教育支援の国際NGO。
1982年にシュリ・シュリ・ラヴィ ・シャンカールにより創設。今日では世界最大規模のボランティア組織。日本では一般社団法人として活動。
世界各国のボランティアたちが、人間の価値を育むという目的に向けて、活動しており国連経済社会理事会（ECOSOC）の特別顧問(CONGO)として、世界を取り巻く様々な問題の解決に向けた国際会議や活動に参加している。
その目標は、個人、社会、国、そして世界全体のそれぞれのレベルに、平和をもたらすことである。ストレス解消プログラムの実施から、紛争の解決を含んだ平和活動。災害援助に心の傷のケア、貧困の改善、   女性の地位向上、囚人の更生、教育普及活動、女児選別堕胎や幼年労働への反対運動、持続可能な環境作りなど、その活動分野は、多岐にわたる。
現在、アートオブリビングの奉仕事業や教育プログラムは、日本を含む152ヶ国以上の国々で実施されている。
インド・ベンガルールのアシュラムではアーユルヴェーダのトリートメントも取り入れている。